# Beaumes-de-Venise
Beaumes-de-Venise [bóm d'veníz] je obec v departmentu Vaucluse v regionu Provence-Alpes-Côte d'Azur v jižní Francii.

## Poloha
Nachází se 25 km severovýchodně od Avignonu na jižním úpatí vápencového masivu Dentelles de Montmiral. Stěny masivu, místy téměř kolmé a dosahující výšky do 700 m n. m., poskytovaly v minulosti přirozenou ochranu před nepřáteli. Ve skalách se nachází mnoho jeskyní, od čehož je odvozen i název obce. Slovo Beaumes pochází z provensálského výrazu bauma, který znamená jeskyně. Přídomek „de–Venise“ odkazuje na středověké papežské území Comtat Venaissin pojmenované podle města Venasque.

## Historie
Nedaleké jeskyně byly osídleny již v neolitu. Později náhorní plošinu nad obcí obsadili Keltové, kteří zde zřídili oppidum. Následně zde byla římská provincie Provincia Romana, podle níž má území dodnes název Provence. Křesťanská komunita je doložena nálezem hrobu dívky Epymidie z 5. století, který byl kryt deskou s křížem. První písemná zmínka o obci pochází z r. 993.  Obec patřila hrabatům z Toulouse, následně od r. 1271 až do Francouzské revoluce byla součástí papežského státu Comtat Venaissin. V r. 1791 byl Comtat Venaissin připojen k Francii.

## Hospodářství
Je postaveno na zemědělství. Velký význam pro rozvoj obce měla stavba zavlažovacího kanálu Carpentras v r. 1857, který umožnil ve velkém pěstování ovoce a zeleniny určené k zásobování Paříže. Ve 20. století začalo dominovat vinařství, které proslavila značka vína Muscat de Baumes de Venise. Kromě vína se pěstují hlavně olivy, meruňky, višně a jablka.

## Pamětihodnosti
- Kaple Notre-Dame d'Aubune, postavená ve 12. století, je skvělou ukázkou provensálské románské architektury, inspirované architekturou antického Říma.
- Kaple svatého Hilaria severně od obce, jejíž původ sahá až do 6. století
- Fontána z 18. století na náměstí Place de l'Eglise
- Zřícenina hradu
- Zbytky starých hradeb
- Kostel sv. Nazaria
- Kaple sv. Rocha

### Galerie

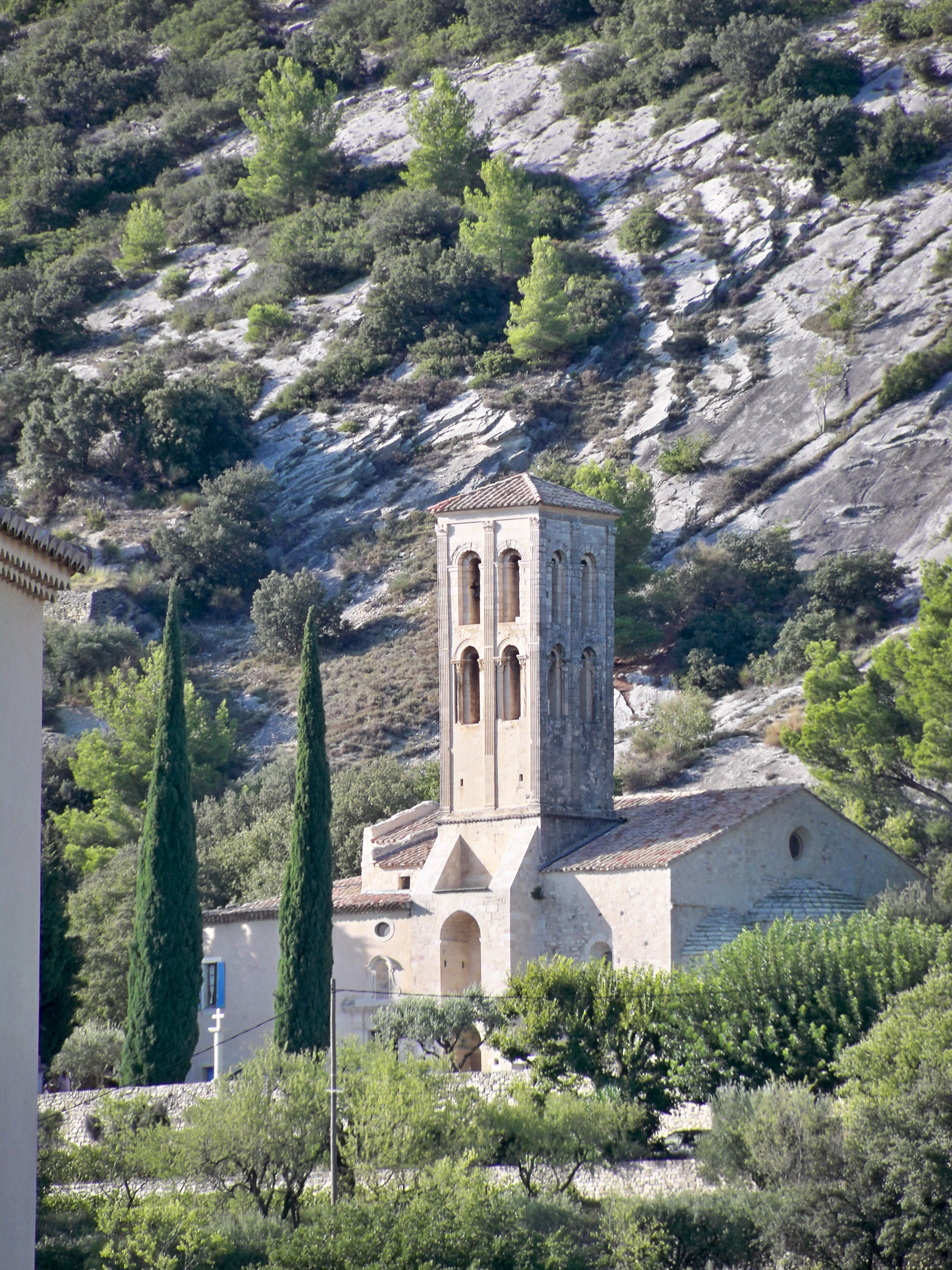
Kaple ND d'Aubune
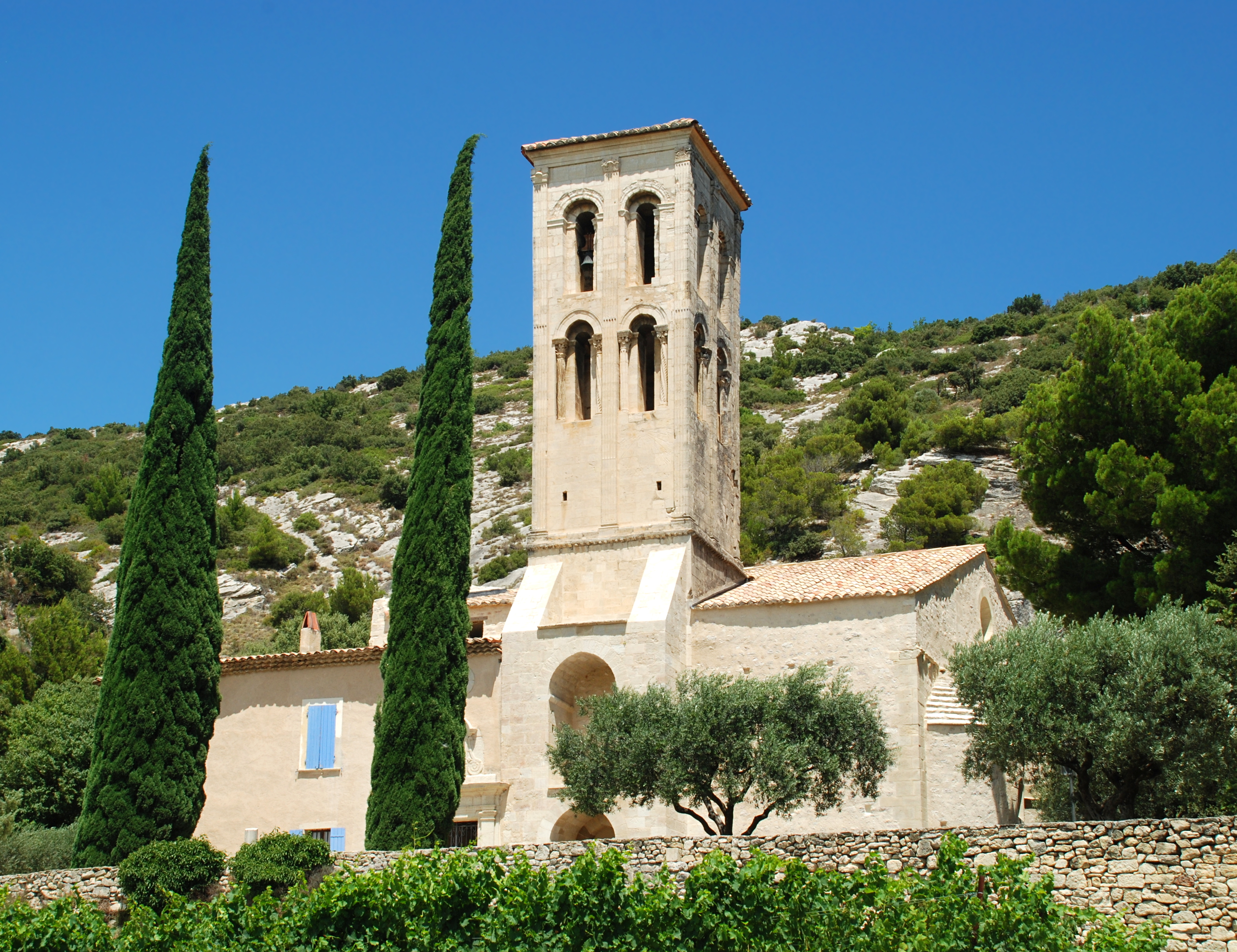
Kaple ND d'Aubune
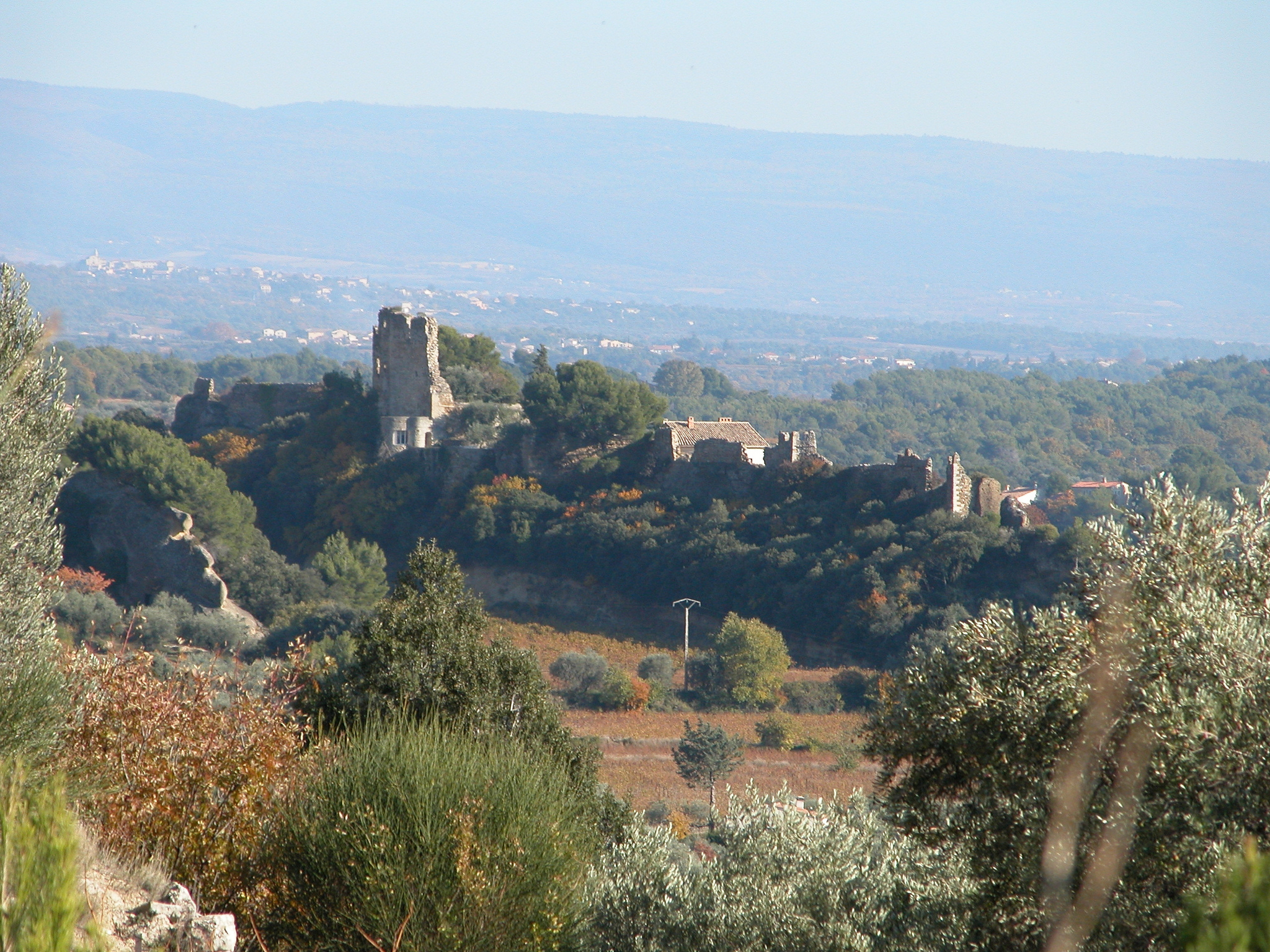
Zříceniny hradu
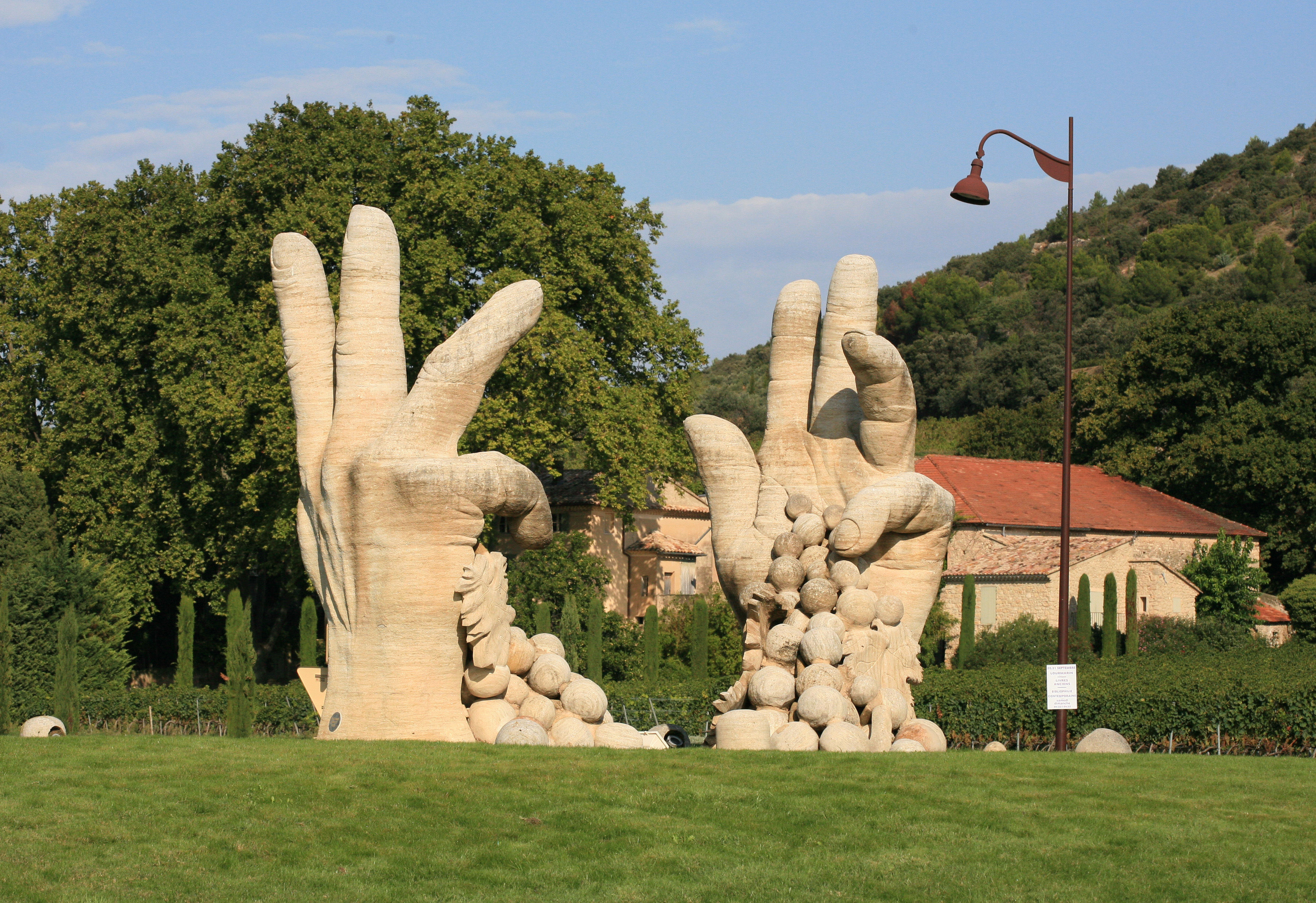
J.-M. Rosier, Vinařovy ruce